# Josef Staffler

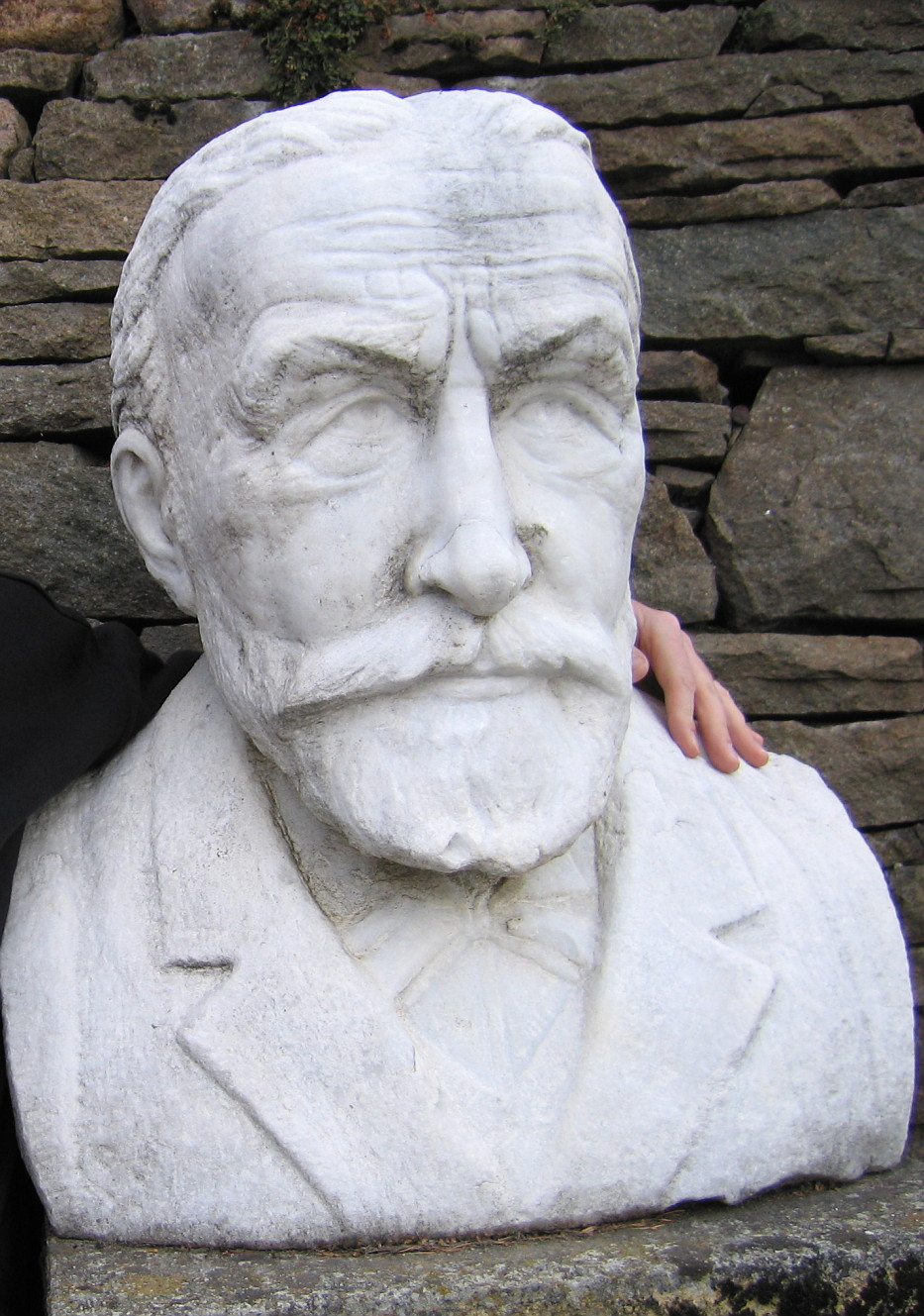
Büste Josef Stafflers an der Bergstation der Seilbahn

Josef Staffler (* 17. März 1846 in Bozen (Südtirol); † 18. Januar 1919 ebenda) war ein Südtiroler Gastwirt und Erbauer der ersten Personenseilbahn in Mitteleuropa. Josef Staffler stammte aus einer schon lange in Tirol nachweisbaren Familie.

## Leben
Josef Staffler war seit Anfang der 1880er Jahre Besitzer des angesehenen Gasthofs „Riesen“ am Dominikanerplatz in Bozen, den er um 1890 zu einem modernen Hotel ausbaute. Noch vor der Wende zum 20. Jahrhundert erwarb er ein Gehöft am Kohlerer Berg und errichtete dort zusätzlich ein Berghotel. Er plante in diesem Zusammenhang den Bau einer Seilbahn, die seine Gäste von Kampill auf den Bozner Hausberg nach Kohlern bringen sollte. Gegen den Widerstand der k. u. k.-Bürokratie und unter Einsatz seines persönlichen Vermögens (er verkaufte dafür eine Burg am Eingang des Sarntals) gelang es ihm, die erste Kohlerer Bahn am 29. Juni 1908 in Betrieb zu nehmen. Nach einer Gesetzesänderung wurden 1910 umfangreiche technische Veränderungen nötig. Stattdessen wurde die Bahn stillgelegt, und Staffler plante einen Neubau nach aktuellem Stand der Technik, der auch allen gesetzlichen Anforderungen entsprach. Diese zweite Kohlerer Bahn wurde 1912 fertiggestellt, konnte jedoch erst im folgenden Jahr – nach der Überwindung weiterer bürokratischer Probleme – den öffentlichen Verkehr aufnehmen.
Eine Steinbüste an der Bergstation erinnert noch heute an Staffler als Pionier des Seilbahnbaues.